# 辛迪·诺布尔
辛迪·诺布尔（英語：Cindy Noble，1958年11月14日—），美国前女子篮球运动员。她曾获得1984年夏季奥运会女子篮球比赛金牌。她也参加了1983年泛美运动会和1983年女子篮球世锦赛。